# Oliver Jarvis

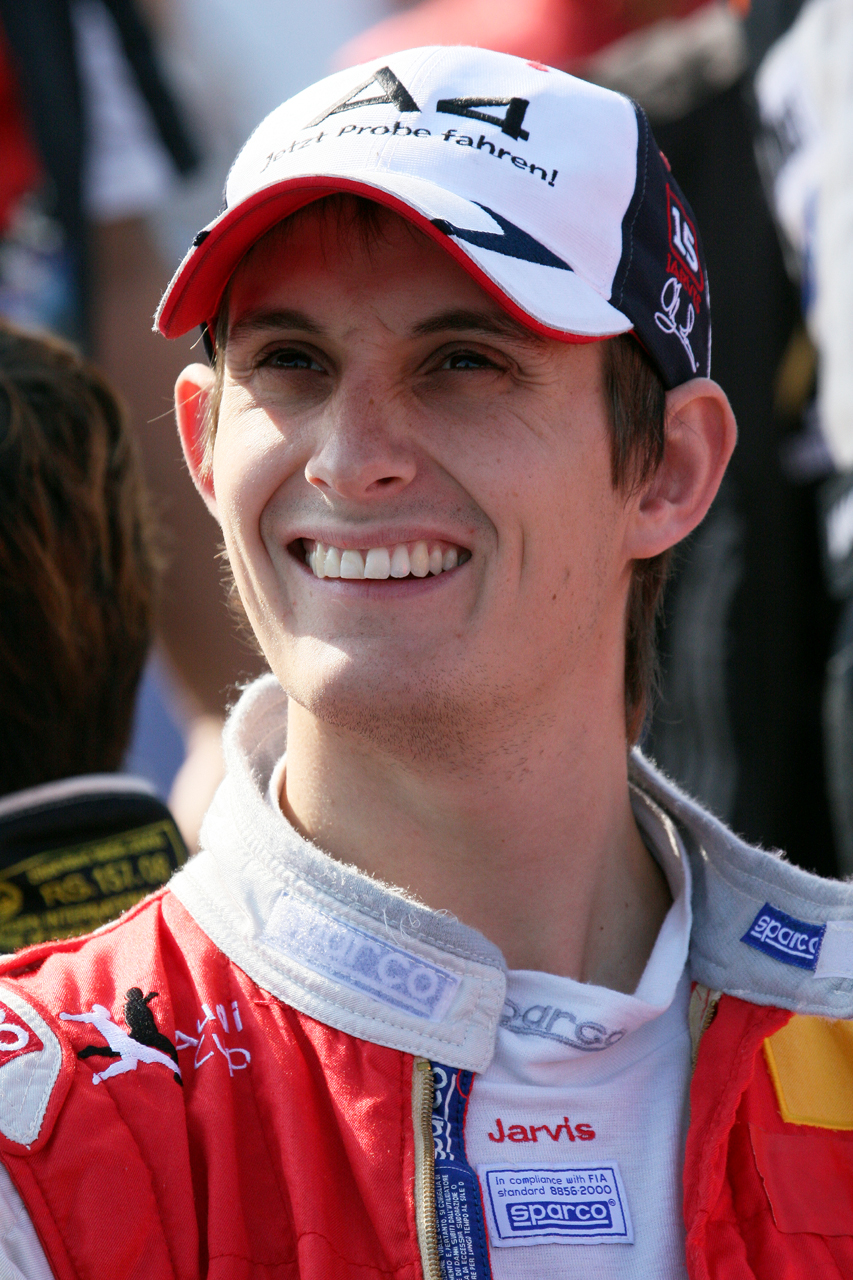
Oliver Jarvis (2009)

Oliver Jarvis (Burwell, Cambridgeshire, 9 januari 1984) is een autocoureur uit Engeland.

## Loopbaan
In 2005 ging Jarvis racen in de Britse Formule Renault om hier kampioen te worden met 5 overwinningen, 7 podiumposities, 4 pole positions en 3 Driver of the Day awards. Hij kreeg ook de Rising Star status van de British Racing Drivers' Club.
Olivers perfecte einde van het jaar leverde hem een McLaren Autosport Jonge Coureur van het Jaar Award in December, uitgereikt door Formule 1-legende Sir Stirling Moss.
In 2006 ging Jarvis naar het Britse Formule 3-kampioenschap voor het team Carlin Motorsport van Trevor Carlin. Jarvis had veel succes en won twee races waarbij hij Bruno Senna, het neefje van wijlen Ayrton Senna, versloeg en 2e werd in de stand. Hij mocht ook deelnemen in de A1GP voor het team A1 Team Groot-Brittannië.
Jarvis kreeg zijn eerste kans op het Beijing International Streetcircuit in China. Hij had een weekend met problemen, maar startte in de sprintrace als 8e en finishte als 7e. In de hoofdrace startte hij als 7e. Na een onreglementaire pitstop achter de safety cars, lag hij een tijd 8e en toen de eerste 4 auto's naar de pitstraat moesten, lag hij 4e. Hij leek deze positie te behouden totdat het leidende duo, Jeroen Bleekemolen en Nico Hülkenberg beiden uitvielen in dezelfde ronde, waarbij Jarvis tweede werd, achter Enrico Toccacelo.
Jarvis' volgende race was in Mexico. Hier won hij de hoofdrace, wat de eerste A1GP-overwinning was voor A1 Team Groot-Brittannië.
Jarvis rijdt nu in de DTM voor Audi.

## A1GP resultaten
- Races vetgedrukt betekent pole positie, Races cursief betekent snelste ronde

| Jaar    | Inschrijving             | 1         | 2         | 3       | 4       | 5         | 6          | 7         | 8         | 9       | 10      | 11      | 12      | 13        | 14         | 15        | 16        | 17        | 18        | 19      | 20      | 21      | 22      | Rang | Punten |
| ------- | ------------------------ | --------- | --------- | ------- | ------- | --------- | ---------- | --------- | --------- | ------- | ------- | ------- | ------- | --------- | ---------- | --------- | --------- | --------- | --------- | ------- | ------- | ------- | ------- | ---- | ------ |
| 2006-07 | A1 Team Groot-Brittannië | NED SPR   | NED FEA   | CZE SPR | CZE FEA | BEI SPR 7 | BEI FEA 2  | MAL SPR   | MAL FEA   | IND SPR | IND FEA | NZL SPR | NZL FEA | AUS SPR   | AUS FEA    | RSA SPR   | RSA FEA   | MEX SPR 2 | MEX FEA 1 | SHA SPR | SHA FEA | GBR SPR | GBR FEA | 3    | 92     |
| 2007-08 | A1 Team Groot-Brittannië | NED SPR 7 | NED FEA 1 | CZE SPR | CZE FEA | MAL SPR 6 | MAL FEA 12 | ZHU SPR 6 | ZHU FEA 5 | NZL SPR | NZL FEA | AUS SPR | AUS FEA | RSA SPR 2 | RSA FEA 11 | MEX SPR 2 | MEX FEA 2 | SHA SPR   | SHA FEA   | GBR SPR | GBR FEA |         |         | 3    | 126    |